# 유시광
유시광(劉時光, ? ~ ?)은 전한의 제후로, 평간경왕의 손자이다.

## 행적
아버지 유경의 뒤를 이어 곡량후(曲梁侯)에 봉해졌다. 시호를 절이라 하였고, 작위는 아들 유호변이 이었다.

## 출전
- 반고, 《한서》 권15하 왕자후표 下

| 선대 아버지 곡량안후 유경 | 전한의 곡량후 ? ~ ? | 후대 아들 유호변 |